# As de cœur
L'as de cœur est une carte à jouer.

## Caractéristiques
L'as de cœur a pour valeur l'as et pour enseigne le cœur. En abrégé, il est noté « 1♥ », plus rarement « A♥ ».
L'as de cœur fait partie des jeux de cartes occidentaux traditionnels. En particulier, on la retrouve dans les jeux de 32 cartes, de 52 cartes et la plupart des jeux de tarot. De façon générale, l'as de cœur peut être soit la plus forte carte des cœurs, suivant immédiatement le roi de cœur, soit la plus petite, précédant le deux de cœur.

## Dessin
L'élément principal de la carte est un cœur stylisé, situé en son centre, indiquant à la fois sa valeur et son enseigne. Celles-ci sont reprises par des index dans les coins de la carte. Les as de cœur comportent au moins deux index dans deux coins diagonalement opposés, mais certains designs en utilisent quatre, dans chacun des coins. Les index sont composés de la valeur de la carte surmontée d'un petit symbole cœur ; la valeur peut-être indiquée par un « 1 » ou par l'initiale du terme « as » dans la langue considérée (souvent « A », mais on rencontre également « E » en suédois pour « ess », « Т » en russe pour « туз », etc.). Les index de la partie inférieure de la carte sont imprimés à l'envers, afin que la carte puisse être lue dans les deux sens.
L'as porte la couleur des cœurs : généralement rouge.

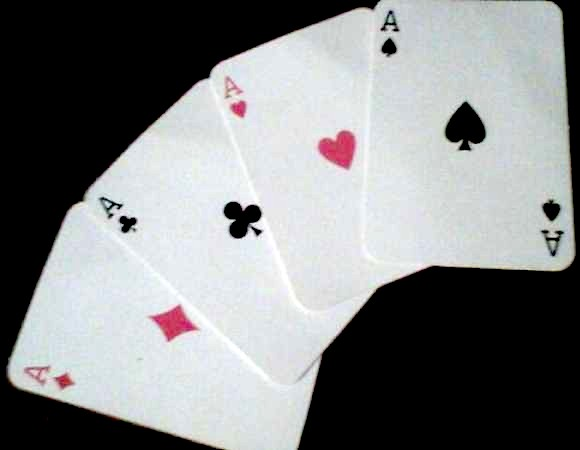
Quatre as.
Schéma d'un as de cœur dont la valeur est indiquée d'un « 1 » au lieu d'un « A ».
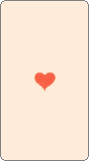
As de cœur dans le Wüst Tarock, tarot du cartier allemand C.L. Wüst au XIXe siècle.

## Symbolique

### Dans la communauté asexuelle
L‘as (ace en anglais), due à sa prononication identique au raccourcissement phonétique d'asexuel (en anglais, asexual est souvent raccourci en ace) est parfois utilisé pour représenter l’asexualité. L’as de cœur est ainsi utilisé pour représenter l’asexualité romantique, et l’as de pique est utilisé pour représenter l’asexualité aromantique.